# Сельское поселение «Сбегинское»
Се́льское поселе́ние «Сбегинское» — упразднённое муниципальное образование в Могочинском районе Забайкальского края Российской Федерации.
Административный центр — посёлок железнодорожной станции Сбега.

## История
Статус и границы сельского поселения установлены Законом Читинской области от 19 мая 2004 года «Об установлении границ, наименований вновь образованных муниципальных образований и наделении их статусом сельского, городского поселения в Читинской области».
В июне 2023 года все муниципальные образования района объединены в один Могочинский муниципальный округ.

## Население
| 2010  | 2011  | 2012  | 2013  | 2014  | 2015  | 2016  |
| ----- | ----- | ----- | ----- | ----- | ----- | ----- |
| 1951  | ↗1954 | ↘1939 | ↗1940 | ↗1941 | ↘1935 | ↘1910 |
| 2017  | 2018  | 2019  | 2020  | 2021  |       |       |
| ↘1879 | ↘1863 | ↘1824 | ↘1791 | ↘1348 |       |       |

## Состав сельского поселения
| № | Населённый пункт | Тип населённого пункта                                  | Население |
| - | ---------------- | ------------------------------------------------------- | --------- |
| 1 | Джелонда         | село                                                    | ↘124      |
| 2 | Нанагры          | посёлок железнодорожной станции                         | ↘47       |
| 3 | Сбега            | посёлок железнодорожной станции, административный центр | ↘1563     |
| 4 | Тёмная           | посёлок железнодорожной станции                         | ↘32       |